# Josef Černý (lední hokejista)
Josef Černý (18. října 1939 Rožmitál pod Třemšínem – 24. července 2025 Brno) byl český hokejista, reprezentant Československa, čtyřnásobný účastník olympijských her, hráč a později i trenér Komety Brno.

## Životopis
Narodil se v roce 1939 v Rožmitále pod Třemšínem jako sedmý z devíti dětí a jako jediný syn. Rodina byla chudá, matka všechny děti vedla, aby se naučili domácím pracím, také šít, štrikovat a plést koberce. Josef jako jediný syn jezdil s otcem na dřevo do lesa. Otec měl se svými bratry kapelu a přál si, aby ze syna vyrostl hudebník, ale matka ho více podporovala ve sportu. Na brusle se poprvé postavil v šesti letech. Byly to brusle na kličku, lidově zvané šlajfky, které dostal k Vánocům. Hned druhý den už je zkoušel na zamrzlém Podzámeckém rybníku za domem. Jeho starší sestry již bruslily a vzaly ho mezi sebe. Šestiletý Josef pomoc nepotřeboval, protože s pohybem na ledě neměl žádný problém. V přírodním ledu byly nečistoty a o to bylo těžší naučit se na bruslích držet rovnováhu, ale právě tuhle zkušenost považoval v budoucnu za svou výhodu. Měl sportovní talent. Hrál fotbal i hokej, čehož si později všiml rožmitálský doktor František Šoupal, který byl velký hokejový fanoušek. Nikdy nehrál za juniorské družstvo, ale rovnou nastoupil za první mužstvo Rožmitálu v krajském přeboru a to jak ve fotbalu tak i v hokeji. Chodil také do Sokola, kde se věnoval gymnastice, která mu dala absolutní obratnost a později jí přičítal zásluhu, že se během své sportovní kariéry obešel bez vážného zranění. Když mu bylo osmnáct let, odešel do Plzně ke Spartaku. V Plzni se vyučil elektronavíječem. Poté byl povolán, aby nastoupil na vojenskou službu do Brna. Zde také vystudoval elektrotechniku a získal dvě maturity – z elektrotechniky a strojařiny. Poté pokračoval na pedagogické fakultě, kde získal magisterský titul s probací pro tělesnou výchovu a přírodopis.

### Kariéra
V Brně nastoupil u Komety – Rudé hvězdy Brno (pozdější TJ ZKL a TJ Zetor Brno), což byl tehdy elitní klub ministerstva vnitra. Zároveň se pořád věnoval fotbalu a hrál za národní dorostenecký tým. Nakonec si musel vybrat a tím jeho fotbalová kariéra skončila.
U Komety zůstal dvacet let (1958–1978). V jednadvaceti sezónách odehrál 686 prvoligových zápasů, ve kterých nastřílel 403 branek. Stal se tak prvním československým hokejistou, který v lize překročil hranici 400 branek. Je na 6. místě v Klubu hokejových střelců deníku Sport.
V reprezentačním dresu nastoupil poprvé v roce 1959 na pražském mistrovství světa. Celkem reprezentoval Československo na 12 mistrovstvích světa a pomohl na nich vybojovat 5 stříbrných a 5 bronzových medailí. Zúčastnil se také čtyř olympijských turnajů (1960, 1964, 1968 a 1972), z nichž si přivezl dvě bronzové (1964, 1972) a jednu stříbrnou medaili (1968). Při své olympijské premiéře v roce 1960 skončil na čtvrtém místě.
V únoru 1972 se vzdal reprezentace, takže o několik týdnů později chyběl u zlatého úspěchu československého týmu na Mistrovství světa konaném v Praze. Důvodem jeho odchodu byla snaha ovlivnit výsledek utkání se Sovětským svazem, o čemž jako kapitán družstva věděl a chtěl si zachovat čisté svědomí.
V roce 1971 poskytl rozhovor pro týdeník Stadion. Ve článku kritizoval, že je sport na periferii zájmu státu, a že by sportovci měli mít víc prostoru při řízení obcí. Sdělil, že kdyby byl zvolený poslancem, prosadil by na školách více než dvě hodiny tělocviku, protože si všímá, jak jsou děti nepohyblivé a mají nadváhu. Dále zmínil, že by zřídil sportovní střediska jak pro děti, tak i pro starší lidi, aby měli kam chodit sportovat a neseděli a netloustli doma. Neopomenul také zmínit přání, aby měli profesionální sportovci v budoucnu více možností pro přípravu a nemuseli závidět zahraničním kolegům.

### Po skončení kariéry
Po ukončení kariéry se dal na trenérskou dráhu. Začínal v Rakousku u ATSE Graz (1978–1979) a WAT Stadlaut Wien (1979–1982). Poté se přesunul do Žiliny (1982–1983) a pak se věnoval mládeži v Brně Nějaký čas trénoval v Itálii. Trénoval i juniory, se kterými byl pětkrát mistr Itálie. V roce 1995 se vrátil do Česka. Dva roky celek HC Haná Kroměříž VTJ (1995–1997), poté se po 18 letech vrátil do Komety. Vydržel zde necelé dvě sezóny nejen jako trenér, ale i jako sportovní manažer. Před baráží o 1. ligu v roce 1999 povolal ze Žďáru Bohumila Prachaře a Kometa se zachránila v 1. lize. Černý potom přešel do Ytongu Brno. Zde vydržel rok a tři měsíce. V létě 2001 se vrátil do Komety, ale v prosinci rezignoval na post trenéra prvního mužstva.

## Osobní život
Usadil se v Brně, kde si postavil dům a potkal svoji manželku, se kterou měl dvě dcery. Ovládal italštinu a němčinu. Mimo hokeje se věnoval chovu a závodům poštovních holubů.

## Ocenění
- člen Síně slávy IIHF (2007)
- člen Síně slávy českého hokeje (2008)
- člen Klubu hokejových střelců deníku Sport
- Cena Jihomoravského kraje (2019)
- Cena města Brna (2019)[7]